# Formación Mulichinco
La Formación Mulichinco es una formación geológica cretácica del Grupo Mendoza, de la Cuenca Neuquina. Esta unidad aflora mayormente en la provincia de Neuquén (Argentina), con mayor desarrollo cerca de Chos Malal y Naunaucó. Esta unidad geológica posee alforamientos menores en la provincia de Mendoza (Argentina). La Formación Mulichinco fue definida por el naturalista Charles E. Weaver en 1931, quién reconoció principalmente areniscas y fósiles marinos.

## Litología
La Formación Mulichinco se compone de sedimentitas continentales, transicionales y marinas que representan una cuña de mar bajo de baja frecuencia desarrollada a partir de un brusco descenso del nivel del mar influenciado por un alzamiento tectónico. Estos depósitos se encuentran representados por pelitas y margas verdes, areniscas desde finas a medianas de color amarillento, packstones, areniscas cuarzosas, calcarenitas bioclásticas-oolíticas, wackestones, floatstones, boundstones de ostras, areniscas conglomeráticas y conglomerados asociados a una caída del nivel del mar.

## Ambiente sedimentario
La Formación Mulichinco se ha depositado en un ambiente continental-transicional hasta un ambiente marino de near-shore a plataforma externa. De acuerdo a las asociaciones litológicas y sus características depositacionales se reconoce una serie de ambientes depositacionales entre los que menciona ambiente de plataforma externa, interna hasta transición al shoreface, planicies submareales y shoals carbonáticos. Asimismo se mencionan ambientes de near-shore con influencia mareal, paleoambientes de tipo fluvial y deltaico y registros de barras acrecionales (point bars) típicas de ríos anastomosados.

## Edad y correlaciones
La formación tiene una edad valanginiana, basada en zonaciones de ammonites. Corresponde a la parte más alta de la Zona de Lissonia riveroi y la totalidad de la Zona de Olcostephanus atherstoni. La Formación Chachao es un equivalente temporal parcial de la Formación Mulichinco.

## Paleontología
Dentro de la fauna presente en la Formación Mulichinco se han descripto bivalvos mendocianos como Steinmanella transitoria (Steinmann), Ptychomya koeneni (Behrendsen), Eriphyla argentina (Buckhardt), Panopea dupiniana (d’Orbigny), P. neocomiensis (Leymerie),  Pholadomya gigantea (Sowerby),  Pholadomya agrioensis (Weaver), Lucina sp. y Cucullaea gabrielis (Leymerie). Entre los cefalópodos se encuentran Lissonia riveroi y Olcostephanus curacoensis (Weaver). También se encontraron restos del saurópodo Pilmatueia y del terópodo carcarodontosáurido Lajasvenator.

## Relaciones estratigráficas
La Formación Mulichinco se dispone sobre la Formación Vaca Muerta, separadas por la discordancia intra-valanginiana. Hacia el techo, la Formación Agrio se apoya mediante una superficie transgresiva de carácter regional sobre los depósitos clásticos (continentales, transicionales y marinos) de la Formación Mulichinco.

## Historia geológica
En el Valanginiano inferior se registra un cambio en el régimen de esfuerzos regionales, tornándose compresivo debido al aumento de velocidad de convergencia y un posicionamiento perpendicular al margen occidental Gondwánico del vector de convergencia (etapa de Farallón temprana). A partir de este momento se inicia un proceso de generación de relieve (comienzo de la estructuración de la Faja Plegada y Corrida del Agrio) con interrupción de la sedimentación marina (discordancia Intra-Valanginiana) y el desarrollo de facies fluviales, deltaicas y mareales representadas por las areniscas, pelitas, margas verdes, packstones, wackestones y conglomerados de la Formación Mulichinco, que posee un arreglo progradante hacia el depocentro de la cuenca que coincide con una caída global del nivel del mar hacia el Valanginiano medio.   

## Importancia socioeconómica
La Formación Mulichinco constituye uno de los reservorios de hidrocarburos más prolíferos de la Cuenca Neuquina, siendo el principal reservorio del Yacimiento Cañadón Amarillo al sudoeste de la provincia de Mendoza.